# Матяш, Павел Викторович
Павел Викторович Матяш (род. 11 июля 1987, Фрунзе) — киргизский футболист, вратарь. Выступал за национальную сборную Кыргызстана.

## Карьера
Начал профессиональную карьеру в 2006 году в составе бишкекского клуба «Дордой», за которого выступал до 2014 года. За это время сыграл в составе этой команды более 110 игр. В 2014 году короткое время выступал за другой киргизский клуб — «Абдыш-Ата». В 2015 году выступал за бишкекский клуб «Алга», в том же году перешёл в клуб из Мальдив — «Мазию». Выступал за данный клуб также в 2017 году. 2016 год провёл в составе малайзийского клуба ЮиТМ. С 2018 года выступает за узбекистанский АГМК.
За национальную сборную Кыргызстана Матяш дебютировал 28 марта 2009 года в матче со сборной Непала, которая закончилась со счётом 1:1. Четыре года вратарь не вызывался в национальную команду, но с 2013 года он регулярно попадает в её состав.
Включён в состав сборной на Кубок Азии 2019. 7 января в игре с Китаем (1:2) забил первый автогол Кыргызстана в финальных раундах на Кубке Азии. В оставшихся матчах был отправлен в запас, уступив место в воротах молодому Кутману Кадырбекову.

## Достижения
- Чемпион Кыргызстана (6): 2007, 2008, 2009, 2010, 2011, 2012
- Обладатель Кубка Кыргызстана (4): 2008, 2010, 2012, 2023
- Обладатель Суперкубка Кыргызстана (2): 2011, 2012
- Обладатель Кубка Президента АФК: 2007
- Обладатель Кубка Мальдив: 2015[2]